# Gnathopalystes ferox
Gnathopalystes ferox är en spindelart som beskrevs av William Joseph Rainbow 1899. Gnathopalystes ferox ingår i släktet Gnathopalystes och familjen jättekrabbspindlar.
Artens utbredningsområde är Vanuatu. Inga underarter finns listade i Catalogue of Life.